# Sub Signo Leonis
Sub Signo Leonis is het drukkersmerk waaronder uitgaven van de Drukkerswerkplaats Gouda sinds 2012 verschijnen.

## Geschiedenis
Op 17 november 2012 werd de Drukkerswerkplaats Gouda in gebruik genomen, na een lezing door Ger Kleis, getiteld Van Drenthe, Degel, Legger, en Likrol tot Gouda. Kleis was eigenaar van de private press Sub Signo Libelli totdat die werd overgenomen door de Drukkerswerkplaats. Deze laatste was aanvankelijk ondergebracht in de Jeruzalemkapel en verhuisde samen met het Streekarchief Midden-Holland en de Bibliotheek Gouda naar de voormalige Chocoladefabriek in Gouda.
De Drukkerswerkplaats gaf deze lezing van Kleis uit in januari 2013.

## Uitgaven
1. Klara Smeets, Achter de Kerk. 2012 [20 exemplaren].
2. Joost Reichenbach, Het teken van de Leeuw, ode aan Ger Kleis. 2012 [10 exemplaren].
3. Klara Smeets, Verbond. Gedicht. 2012 [60 exemplaren].
4. Programma van de Opening van de Drukkerswerkplaats Gouda. 2012 [40 exemplaren].
5. J. Slauerhoff, Felicitas / Fugo. 2012 [140 exemplaren].
6. Ger Kleis, Van Drenthe, Degel, Legger, en Likrol tot Gouda. 2013 [100 genummerde exemplaren waarvan 25 gesigneerd door Kleis].